# 제2대 버클루 공작 프랜시스 스콧
제2대 버클루 공작 프랜시스 스콧(Francis Scott, 2nd Duke of Buccleuch, KT, FRS)은 스코틀랜드의 귀족이다.
제1대 몬머스 공작 제임스 스콧과 제1대 버클루 여공작 앤 스콧의 손자이며 댈키스 백작 제임스 스콧의 아들이다. 부친 제임스가 요절하여 후에 조모 앤의 작위를 이어받았다.
| 전임 앤 스콧 | 스코틀랜드의 버클루 공작 1732년 ~ 1751년 | 후임 헨리 스콧 |

| 전임 제임스 스콧 | 잉글랜드의 동커스터 백작 1742년 혹은 1743년 ~ 1751년 | 후임 헨리 스콧 |